# Porc espí arborícola
Els porc espins arborícoles (Coendou) són un gènere de rosegadors histricomorfs de la família Erethizontidae. Inclou una sèrie d'espècies conegudes amb el nom vulgar de coendús, porc espins americans àmpliament distribuïts per la regió neotropical (Centreamèrica i Sud-amèrica).

## Taxonomia
- C. bathygnathum †
- C. baturitensis
- C. bicolor
- C. cascoensis †
- C. cumberlandicus †
- C. ichillus
- C. insidiosus
- C. melanurus
- C. mexicanus
- C. nycthemera
- Coendú (C. prehensilis)
- C. pruinosus
- C. roosmalenorum
- C. quichua
- C. sanctamartae
- C. speratus
- C. spinosus
- C. stirtoni †
- C. vestitus
- C. vossi